# Cmv-Laservision
cmv-Laservision ist ein deutsches Independent-DVD-Label mit Firmensitz in Berlin.

## Geschichte
Im März 1998 erwarb Andreas Strassmann die Namensrechte am Label cmv-Audiovision.
Zunächst galt der Zielfokus des Labels vornehmlich der Veröffentlichung von Horrorfilmen auf Laserdiscs. Die Auflagen dieser waren limitiert und an Sammler gerichtet. Da dieses Medium kommerziell nicht erfolgreich war, wurde die Produktion allerdings nach nur fünf Titeln wieder eingestellt.
Seitdem widmet sich cmv-Laservision, seit Anfang 2002, der kommerziellen Auswertung von Lizenzrechten auf dem Medium DVD. Das Programm umfasst neben Spielfilmen, Klassikern und Kultfilmen auch den Special Interest-Bereich. Darüber hinaus wurde zwischen September 2001 und Januar 2002 eine 6-teilige Soundtrack-Reihe von italienischen Genrefilmen in einer kleinen Auflage von je 500 Exemplaren veröffentlicht.